# Міцуро Сато
Міцуро Сато (яп. 佐藤 満; нар. 21 грудня 1961, Хатіроґата, повіт Мінамі-Акіта, префектура Акіта, регіон Тохоку) — японський борець вільного стилю, срібний та дворазовий бронзовий призер чемпіонатів світу, чемпіон Азійських ігор, чемпіон Олімпійських ігор.

## Біографія
Виступав за Університет Ніхон з Токіо. Головний тренер чоловічих команд збірної Японії з боротьби.

## Спортивні результати на міжнародних змаганнях

### Виступи на Олімпіадах
| Змагання                    | Збірна | Вагова категорія          | Місце  |
| --------------------------- | ------ | ------------------------- | ------ |
| Літні Олімпійські ігри 1988 | Японія | вільна боротьба, до 52 кг | Золото |
| Літні Олімпійські ігри 1992 | Японія | вільна боротьба, до 52 кг | 6      |

### Виступи на Чемпіонатах світу
| Змагання                        | Збірна | Вагова категорія          | Місце  |
| ------------------------------- | ------ | ------------------------- | ------ |
| Чемпіонат світу з боротьби 1985 | Японія | вільна боротьба, до 52 кг | Бронза |
| Чемпіонат світу з боротьби 1986 | Японія | вільна боротьба, до 52 кг | Срібло |
| Чемпіонат світу з боротьби 1987 | Японія | вільна боротьба, до 52 кг | Бронза |
| Чемпіонат світу з боротьби 1991 | Японія | вільна боротьба, до 52 кг | 5      |

### Виступи на Чемпіонатах Азії
| Змагання                       | Збірна | Вагова категорія          | Місце |
| ------------------------------ | ------ | ------------------------- | ----- |
| Чемпіонат Азії з боротьби 1983 | Японія | вільна боротьба, до 52 кг | 4     |

### Виступи на Азійських іграх
| Змагання           | Збірна | Вагова категорія          | Місце  |
| ------------------ | ------ | ------------------------- | ------ |
| Азійські ігри 1986 | Японія | вільна боротьба, до 52 кг | Золото |

### Виступи на Універсіадах
| Змагання               | Збірна | Вагова категорія          | Місце  |
| ---------------------- | ------ | ------------------------- | ------ |
| Літня Універсіада 1981 | Японія | вільна боротьба, до 52 кг | Золото |

### Виступи на інших змаганнях
| Змагання                             | Збірна | Вагова категорія          | Місце  |
| ------------------------------------ | ------ | ------------------------- | ------ |
| Суперчемпіонат світу з боротьби 1985 | Японія | вільна боротьба, до 52 кг | Золото |
| Суперчемпіонат світу з боротьби 1986 | Японія | вільна боротьба, до 52 кг | 4      |